# Quitaraju
Quitaraju,,, ou Kitaraju (du quechua kita « réservoir » et rahu « neige, glace »), est un sommet de la cordillère Blanche dans les Andes au Pérou. Il s'élève à 6 040 m. Il est situé dans le district de Santa Cruz, dans la province de Huaylas, dans la région d'Ancash. Le Quitaraju est situé au nord du torrent Santa Cruz et des lacs Ichiccocha, Jatuncocha et Quitacocha, entre le Santa Cruz à l'ouest et l'Alpamayo au nord-est.

## Histoire
Le 17 juin 1936, le sommet du Quitaraju est atteint pour la première fois par les alpinistes autrichiens Erwin Schneider et Arnold Awerzger (de), dans le cadre de la deuxième expédition germano-autrichienne dans la région.
En 1964, Cotter, McKay et Nelson ouvrent sur la face nord l'une des voies qui est désormais l'un des itinéraires les plus répétés de toute la cordillère Blanche. La face ouest-nord-ouest a été gravie le 7 juillet 1976 par Rob Gilbert et Peter Kelemen alors qu'il faut attendre le 4 juillet 1986 pour que la face sud soit vaincue par les Slovènes Slavko Svetičič et Žarko Trušnovec.